# Sticherus brackenridgei
Sticherus brackenridgei är en ormbunkeart som först beskrevs av Fourn., och fick sitt nu gällande namn av Harold St.John. Sticherus brackenridgei ingår i släktet Sticherus och familjen Gleicheniaceae. Inga underarter finns listade.